# フランク・リベリー
フランク・アンリ・ピエール・リベリー（Franck Henry Pierre Ribéry、フランス語発音: [fʁɑ̃k ʁi.be.ʁi], 1983年4月7日 - ）は、フランス・ブローニュ＝シュル＝メール出身の元サッカー選手。元同国代表。現役時代のポジションはMF、FW。

## クラブ経歴

### フランス時代
13歳でリールの下部組織に入団し、下部組織のブルーノ・トマソン監督に高い評価を受けたが、学業成績不振により16歳の時に家に送り返された。2001年に地元のUSブローニュからデビューし、2002年にはオランピック・アレスに加入するも、クラブの財政破綻によりスタッド・ブレスト29に移籍した。この頃にはEAギャンガンのトライアルを受けて不合格になった経験がある。2004年にリーグ・アン（1部）のFCメスに移籍し、月間MVPを獲得する活躍を見せたが、首脳陣と対立したために2005年1月にはガラタサライSKに移籍した。
2005年夏にオリンピック・マルセイユに移籍し、2005-06シーズンにはリーグ最優秀若手選手賞を受賞した。

### バイエルン
2007年6月6日、4年契約でFCバイエルン・ミュンヘンに移籍した。通訳役を買って出たDFダニエル・ファン・ブイテンなどの助けもあり、すぐにチームになじんだ。2007-08シーズンはレギュラーとしてリーグ戦で11ゴールを挙げ、ブンデスリーガとDFBポカールの2冠を達成し、リーグ最優秀選手に選ばれた。
2009-10シーズンは新加入のアリエン・ロッベンとともに両サイドから攻撃を牽引し(ロベリー)、バイエルンの2シーズンぶりのブンデスリーガ優勝に貢献した。チャンピオンズリーグでもチームの決勝進出に貢献したが、準決勝1stレグのオリンピック・リヨン戦でリサンドロ・ロペスのすねを踏みつけ1発退場となった。結局バイエルンは決勝に進んだものの、リベリーはこのファールにより3試合の出場停止が課され、決勝戦に出場することができなかった。シーズン終了後、バイエルン・ミュンヘンとの契約を2015年まで延長した。
2014年12月6日に行われたバイエル・レバークーゼン戦で、マチュー・デルピエールが保持していたブンデスリーガのフランス人最多出場記録を更新した。また同試合でバイエルンでの100ゴールを達成した。
2018-19シーズンをもって長年プレーしたバイエルン・ミュンヘンを退団する事が発表された。同シーズンに優勝し、ブンデスリーガの最多優勝記録を作ると共にホームでの最終ゲームでは惜別のゴールを決めた。また、優勝したポカール決勝のRBライプツィヒ戦では後半終了間際からポカール決勝最多出場者となる8回目の出場を果たした。

### フィオレンティーナ
2019年8月21日、ACFフィオレンティーナへの加入が発表された。9月22日のアタランタ戦で移籍後初ゴールを決め、第6節のACミラン戦でもゴールを決め、チームの勝利に貢献し、2019年9月のセリエA月間MVPに選出された。しかし11月30日セリエA第14節レッチェ戦で悪質なタックルを受け右足首のじん帯を負傷、長期離脱したが、2020年6月23日のブレシア戦で復帰を果たした。2020-21シーズン、鋭いドリブルからのチャンスメークなどでチームに貢献、年間30試合で2ゴール7アシストを記録したが、2021年6月30日に退団が発表された。

### サレルニターナ
2021年9月6日、USサレルニターナ1919と契約した。2022年10月21日、双方の合意のもとで契約を解除し、現役引退を発表した。

## 代表経歴

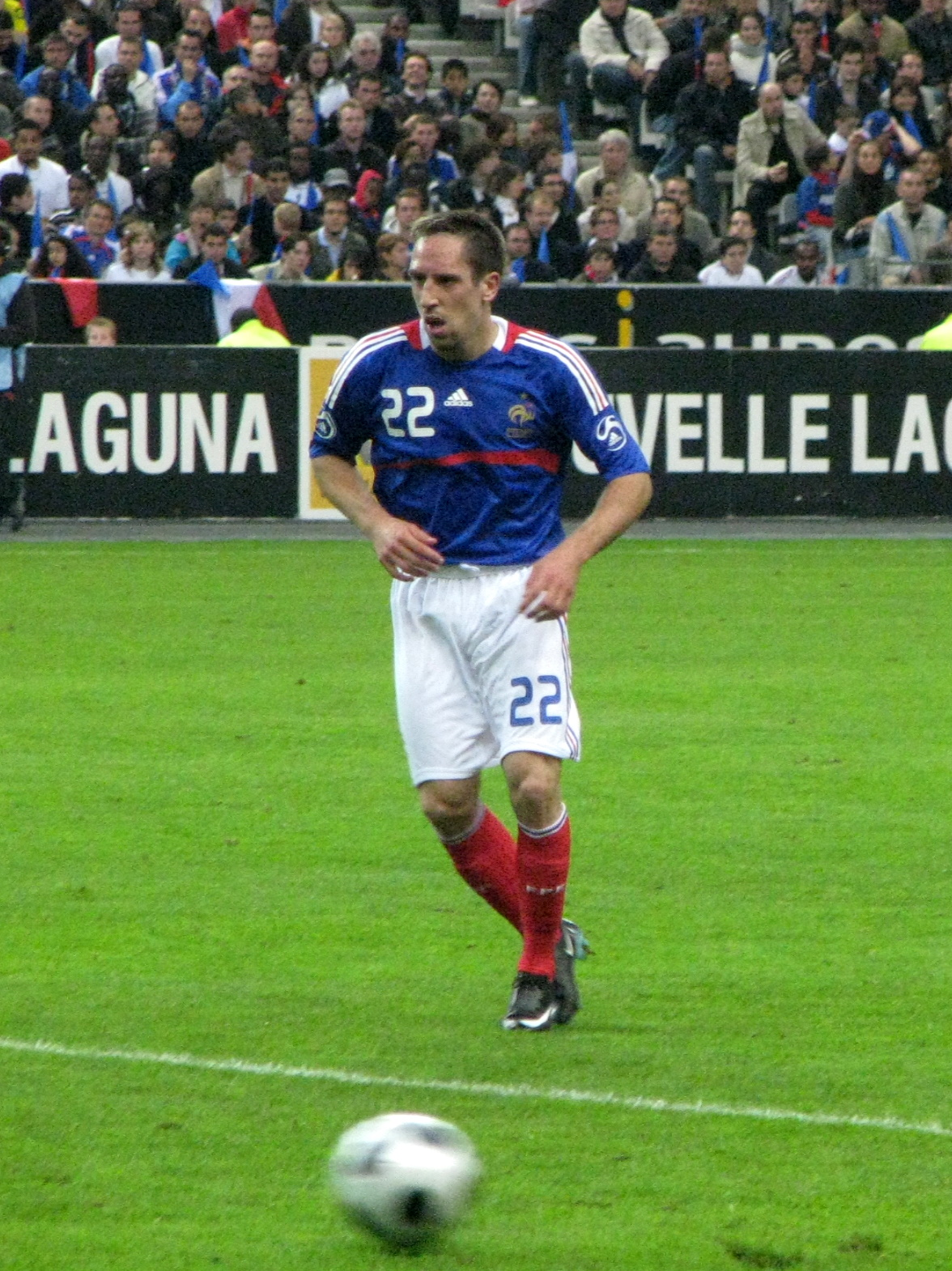
フランス代表時代（2008年）

ユース代表の経験は豊富で、2006年5月27日のメキシコ戦でフランス代表デビューした。2006年にはドイツワールドカップのフランス代表メンバーに選ばれ、グループリーグでは周りと噛み合わない場面もあったものの、決勝トーナメント1回戦のスペイン戦では、逆転への足掛かりとなる同点ゴールを決めるなど、徐々に調子を上げ、フランス代表の準優勝に貢献した。
UEFA EURO 2008では不振のフランス代表にあって、中心選手として孤軍奮闘したが、フランスの決勝トーナメント進出を賭けたグループリーグ最終戦の対イタリア戦の前半9分にジャンルカ・ザンブロッタと接触した際に、負傷退場した。その後のフランスは攻撃の要であったリベリーの穴を埋めることができず、エリック・アビダルの退場処分によって人数が少なくなったこともあり、なすすべなく敗北した。フランスはわずか1得点しか挙げられず、1勝もできずに大会を去ることとなった。
2010 FIFAワールドカップではチームの中心選手として臨んだものの、主将のパトリス・エヴラらとともに練習ボイコットの首謀者とされたり、チームメイトのヨアン・グルキュフをいじめたと報じられるなど、不振に終わったフランス代表の戦犯の1人とされ、大会終了後にはフランスサッカー連盟から3試合の出場停止処分が課された。その後、2011年3月にエヴラとともにW杯後初めて代表に招集されたが、復帰後最初のホームでの試合となった3月29日のクロアチア戦ではサポーターから大きなブーイングを受けた。2014 FIFAワールドカップは、腰痛のため欠場した。

## 人物
- ドーバー海峡に面した港町ブローニュ＝シュル＝メールで最も貧しいとされるシュマン・ヴェール地域生まれ。2歳の時に父親の運転する車で事故に遭い、路上に投げ出されたという経験を持つ。この時に額から右頬にかけてできた傷は今も深く残っている[17][18]。整形外科技術の向上により縫合痕を消す事も可能だが本人は「（父との絆の証であり）慣れ親しんでいる」として整形の意思は無い。オランピック・アレスを離れ、スタッド・ブレスト29に加わるまでの間に建設作業員である父と現場で働いていた[19][20]。2005年にムスリムの夫人と結婚し、自身もイスラム教に改宗している[21][22]。その夫人とは1男2女を儲けている。優勝セレモニー時などにおけるシャンパンファイトでは宗派上アルコール厳禁なために、チームメイトのダヴィド・アラバがリベリーに浴びせようと追うも、顔を強張らせ全速力で逃げる様子が撮られている。

- 陽気で外交的な性格であり、ドイツ移住後もすぐにチームやファンに溶け込んだ。いたずら好きであり、オリバー・カーンにバケツ一杯の水をかけたり、チームバスを運転して道路標識にぶつけたことがある。

- 歴史上最も優れた選手としてはジネディーヌ・ジダンを挙げている[23]。

- 2014年6月、アメリカの経済誌フォーブスは世界のアスリートの年収を公表した。リベリーの年収は1830万ドル（約18億7000万円）であり、世界のアスリートの中で92位。サッカー選手の中では14位[24]。

- 2020年7月6日、自宅が空き巣被害に遭ったと報じられた[25][26]。

## 個人成績

### クラブ
| クラブ             | リーグ         | シーズン       | リーグ戦 | リーグ戦 | カップ戦 | カップ戦 | UEFA | UEFA | その他 | その他 | 合計 | 合計 |
| クラブ             | リーグ         | シーズン       | 出場     | 得点     | 出場     | 得点     | 出場 | 得点 | 出場   | 得点   | 出場 | 得点 |
| ------------------ | -------------- | -------------- | -------- | -------- | -------- | -------- | ---- | ---- | ------ | ------ | ---- | ---- |
| ブローニュ         | CFA            | 2000-01        | 4        | 1        | 0        | 0        | -    | -    | -      | -      | 4    | 1    |
| ブローニュ         | ナショナル     | 2001-02        | 24       | 5        | 1        | 0        | -    | -    | -      | -      | 25   | 5    |
| ブローニュ         | クラブ通算     | クラブ通算     | 28       | 6        | 1        | 0        | -    | -    | -      | -      | 29   | 6    |
| アレス             | ナショナル     | 2002-03        | 19       | 1        | 0        | 0        | -    | -    | -      | -      | 19   | 1    |
| アレス             | クラブ通算     | クラブ通算     | 19       | 1        | 0        | 0        | -    | -    | -      | -      | 19   | 1    |
| ブレスト29         | ナショナル     | 2003-04        | 35       | 3        | 2        | 1        | -    | -    | -      | -      | 37   | 4    |
| ブレスト29         | クラブ通算     | クラブ通算     | 35       | 3        | 2        | 1        | -    | -    | -      | -      | 37   | 4    |
| FCメス             | リーグ・アン   | 2004-05        | 20       | 2        | 2        | 0        | -    | -    | -      | -      | 22   | 1    |
| FCメス             | クラブ通算     | クラブ通算     | 20       | 2        | 2        | 0        | -    | -    | -      | -      | 22   | 2    |
| ガラタサライ       | スュペル・リグ | 2004-05        | 14       | 0        | 3        | 1        | -    | -    | -      | -      | 17   | 1    |
| ガラタサライ       | クラブ通算     | クラブ通算     | 14       | 0        | 3        | 1        | -    | -    | -      | -      | 17   | 1    |
| マルセイユ         | リーグ・アン   | 2005-06        | 35       | 6        | 1        | 0        | 12   | 3    | 5      | 3      | 53   | 12   |
| マルセイユ         | リーグ・アン   | 2006-07        | 25       | 5        | 1        | 0        | 4    | 0    | 7      | 1      | 37   | 6    |
| マルセイユ         | クラブ通算     | クラブ通算     | 60       | 11       | 2        | 0        | 16   | 3    | 12     | 4      | 90   | 18   |
| バイエルン         | ブンデスリーガ | 2007-08        | 28       | 11       | 5        | 2        | 11   | 3    | 2      | 3      | 46   | 19   |
| バイエルン         | ブンデスリーガ | 2008-09        | 25       | 9        | 3        | 1        | 8    | 4    | -      | -      | 36   | 14   |
| バイエルン         | ブンデスリーガ | 2009-10        | 19       | 4        | 4        | 2        | 7    | 1    | -      | -      | 30   | 7    |
| バイエルン         | ブンデスリーガ | 2010-11        | 25       | 7        | 3        | 2        | 4    | 2    | 0      | 0      | 32   | 11   |
| バイエルン         | ブンデスリーガ | 2011-12        | 32       | 12       | 4        | 2        | 14   | 3    | -      | -      | 50   | 17   |
| バイエルン         | ブンデスリーガ | 2012-13        | 27       | 10       | 3        | 0        | 12   | 1    | 1      | 0      | 43   | 11   |
| バイエルン         | ブンデスリーガ | 2013-14        | 22       | 10       | 4        | 1        | 11   | 4    | 2      | 1      | 39   | 16   |
| バイエルン         | ブンデスリーガ | 2014-15        | 15       | 5        | 2        | 1        | 6    | 3    | 0      | 0      | 23   | 9    |
| バイエルン         | ブンデスリーガ | 2015-16        | 13       | 2        | 2        | 0        | 7    | 0    | 0      | 0      | 22   | 2    |
| バイエルン         | ブンデスリーガ | 2016-17        | 22       | 5        | 3        | 0        | 6    | 0    | 1      | 0      | 32   | 5    |
| バイエルン         | ブンデスリーガ | 2017-18        | 20       | 5        | 5        | 1        | 8    | 0    | 1      | 0      | 34   | 6    |
| バイエルン         | ブンデスリーガ | 2018-19        | 25       | 6        | 5        | 0        | 7    | 1    | 1      | 0      | 38   | 7    |
| バイエルン         | クラブ通算     | クラブ通算     | 273      | 86       | 43       | 12       | 101  | 22   | 8      | 4      | 425  | 124  |
| フィオレンティーナ | セリエA        | 2019-20        | 21       | 3        | 0        | 0        | -    | -    | -      | -      | 21   | 3    |
| フィオレンティーナ | セリエA        | 2020-21        | 29       | 2        | 1        | 0        | -    | -    | -      | -      | 30   | 2    |
| フィオレンティーナ | クラブ通算     | クラブ通算     | 50       | 5        | 1        | 0        | -    | -    | -      | -      | 51   | 5    |
| サレルニターナ     | セリエA        | 2021-22        | 23       | 0        | 0        | 0        | -    | -    | -      | -      | 23   | 0    |
| サレルニターナ     | セリエA        | 2022-23        | 1        | 0        | 1        | 0        | -    | -    | -      | -      | 2    | 0    |
| サレルニターナ     | クラブ通算     | クラブ通算     | 24       | 0        | 1        | 0        | -    | -    | -      | -      | 25   | 0    |
| キャリア総通算     | キャリア総通算 | キャリア総通算 | 523      | 114      | 55       | 14       | 117  | 25   | 20     | 8      | 715  | 161  |

1. ↑  クープ・ドゥ・ラ・リーグ
2. ↑  DFLリーガポカール
3. 1 2 3 4  DFLスーパーカップ
4. ↑  UEFAスーパーカップ1試合を含む
5. ↑  UEFAスーパーカップ1得点を含む
6. ↑  FIFAクラブワールドカップ

## 代表歴

### 出場大会
- フランス代表
  - 2006 FIFAワールドカップ
  - 2010 FIFAワールドカップ

### 試合数
- 国際Aマッチ 81試合 16得点（2006年-2014年）[27]

| フランス代表 | 国際Aマッチ | 国際Aマッチ |
| 年           | 出場        | 得点        |
| ------------ | ----------- | ----------- |
| 2006         | 15          | 1           |
| 2007         | 9           | 1           |
| 2008         | 9           | 3           |
| 2009         | 8           | 2           |
| 2010         | 7           | 0           |
| 2011         | 8           | 0           |
| 2012         | 14          | 4           |
| 2013         | 10          | 5           |
| 2014         | 1           | 0           |
| 通算         | 81          | 16          |

### 得点
| #  | 開催日         | 開催都市・スタジアム                             | 対戦国         | スコア | 結果 | 試合概要          |
| -- | -------------- | ------------------------------------------------ | -------------- | ------ | ---- | ----------------- |
| 1  | 2006年6月27日  | ハノーファー・AWDアレーナ                        | スペイン       | 1–1    | 3–1  | ドイツW杯         |
| 2  | 2007年6月2日   | サン＝ドニ・スタッド・ド・フランス               | ウクライナ     | 1–0    | 2–0  | EURO 2008予選     |
| 3  | 2008年3月26日  | サン＝ドニ・スタッド・ド・フランス               | イングランド   | 1–0    | 1–0  | 親善試合          |
| 4  | 2008年6月3日   | サン＝ドニ・スタッド・ド・フランス               | コロンビア     | 1–0    | 1–0  | 親善試合          |
| 5  | 2008年10月11日 | コンスタンツァ・スタディオヌル・ファルル         | ルーマニア     | 1–2    | 2–2  | 南アフリカW杯予選 |
| 6  | 2009年3月28日  | カウナス・ダリウス・アンド・ギレナス・スタジアム | リトアニア     | 1–0    | 1–0  | 南アフリカW杯予選 |
| 7  | 2009年4月1日   | サン＝ドニ・スタッド・ド・フランス               | リトアニア     | 1–0    | 1–0  | 南アフリカW杯予選 |
| 8  | 2012年5月27日  | ヴァランシエンヌ・スタッド・ドゥ・エノー         | アイスランド   | 2–2    | 3–2  | 親善試合          |
| 9  | 2012年5月31日  | ランス・スタッド・オーギュスト＝ドローヌ         | セルビア       | 1–0    | 2–0  | 親善試合          |
| 10 | 2012年6月5日   | ル・マン・MMアレナ                               | エストニア     | 1–0    | 4–0  | 親善試合          |
| 11 | 2012年9月11日  | サン＝ドニ・スタッド・ド・フランス               | ベラルーシ     | 3–1    | 3–1  | ブラジルW杯予選   |
| 12 | 2013年3月22日  | サン＝ドニ・スタッド・ド・フランス               | グルジア       | 3–0    | 3–1  | ブラジルW杯予選   |
| 13 | 2013年9月10日  | ホメリ・スタディオン・セントラリィ・ホメリ       | ベラルーシ     | 1–1    | 4–2  | ブラジルW杯予選   |
| 14 | 2013年9月10日  | ホメリ・スタディオン・セントラリィ・ホメリ       | ベラルーシ     | 2–2    | 4–2  | ブラジルW杯予選   |
| 15 | 2013年10月11日 | パリ・パルク・デ・プランス                       | オーストラリア | 1–0    | 6–0  | 親善試合          |
| 16 | 2013年10月15日 | サン＝ドニ・スタッド・ド・フランス               | フィンランド   | 1–0    | 3–0  | ブラジルW杯予選   |

## タイトル

### クラブ
ガラタサライ
- トルコ・カップ：1回 (2004-05)

マルセイユ
- UEFAインタートトカップ：1回 (2005)

バイエルン・ミュンヘン
- FIFAクラブワールドカップ：1回 (2013)
- UEFAチャンピオンズリーグ：1回 (2012-13)
- UEFAスーパーカップ：1回 (2013)
- ブンデスリーガ：9回 (2007-08, 2009-10, 2012-13, 2013-14, 2014-15, 2015-16, 2016-17, 2017-18, 2018-19)
- DFBポカール：6回 (2007-08, 2009-10, 2012-13, 2013-14, 2015-16, 2018-19)
- DFLリーガポカール：1回 (2007)
- DFLスーパーカップ：5回 (2010, 2012, 2016, 2017, 2018)

### 個人
- フランス年間最優秀選手：2回 (2007, 2008)
- ドイツ年間最優秀選手：1回 (2008)
- UEFA年間ベストイレヴン：1回 (2008)
- UEFA欧州最優秀選手賞：1回 (2013)
- FIFAクラブワールドカップ ゴールデンボール賞：1回 (2013)
- セリエA月間最優秀選手賞 :(2019年9月)